# Another Side of Bob Dylan
Another Side of Bob Dylan är Bob Dylans fjärde studioalbum, utgivet 1964. 
Dylans föregående album The Times They Are a-Changin' var präglat av protestsånger, medan detta album som namnet antyder visar en annan, mer romantisk sida av Dylan. Musikaliskt var det dock mer likt sina föregångare, med Bob Dylan solo på gitarr, munspel och sång. Dylan är särskilt självkritisk i låten "My Back Pages" där han avfärdar sina tidigare låtar som i viss mån alltför seriösa och predikande med strofer som "I screamed lies that life is black and white" ("Jag skrek ut lögner om att livet är svart och vitt") eller "I was so much older then / I'm younger than that now." ("Jag var så mycket äldre då/jag är yngre än så nu").
Flera av låtarna på albumet kom att bli hitsinglar i inspelningar av andra artister. Johnny Cash och The Turtles fick exempelvis hits med "It Ain't Me, Babe", och The Byrds släppte senare både "All I Really Want to Do" och "My Back Pages" som framgångsrika singlar.

## Låtlista
Låtarna skrivna av Bob Dylan.

### Sida 1
1. "All I Really Want to Do" - 4:04
2. "Black Crow Blues" - 3:14
3. "Spanish Harlem Incident" - 2:24
4. "Chimes of Freedom" - 7:10
5. "I Shall Be Free No. 10" - 4:47
6. "To Ramona" - 3:52

### Sida 2
1. "Motorpsycho Nitemare" - 4:33
2. "My Back Pages" - 4:22
3. "I Don't Believe You (She Acts Like We Never Have Met)" - 4:22
4. "Ballad in Plain D" - 8:16
5. "It Ain't Me, Babe" - 3:33

## Listplaceringar
- Billboard 200, USA: #43[1]
- UK Albums Chart, Storbritannien: #8[2]